# فريد جينتري
فريد جينتري (بالإنجليزية: Fred Gentry)‏ مواليد 7 يوليو 1977 في ليك تشارلز، هو لاعب كرة سلة أمريكي. بدأ مسيرته الاحترافية في سنة 2002. يلعب مع نادي ماديرا لكرة السلة في الدوري البرتغالي لكرة السلة كلاعب وسط. يبلغ طوله 6 قدم 8 بوصة (2.0 م).

## المسيرة الاحترافية
لعب مع بترو إتليتيكو في موسم 2008–2009، ثم لعب مع نادي ماديرا لكرة السلة في موسم 2010–2011، ثم لعب مع بنفيكا لكرة السلة من سنة 2011 إلى 2016، ثم لعب مع نادي ماديرا لكرة السلة في سنة 2016.

## الإنجازات
- الدوري الأنغولي لكرة السلة: 2005–06 2006–07
- كأس أنغولا لكرة السلة: 2006–07
- كأس أبطال أفريقيا لكرة السلة للأندية: 2006
- كأس الدوري البرتغالي لكرة السلة: 2007–08
- كأس البرتغال لكرة السلة: 2010–11
- الدوري البرتغالي لكرة السلة: 2011–12، 2012–13، 2013–14، 2014–15
- كأس السوبر البرتغالية لكرة السلة: 2012، 2013، 2014، 2015

## روابط خارجية
- فريد جينتري على موقع كلية كرة السلة في سبورتس رفرنس.كوم (الإنجليزية)
- فريد جينتري على موقع ريلجم (الإنجليزية)